# Gaston Baccus
Gaston Pierre Joseph Baccus (Huppaye, 4 maart 1903 - Namen, 27 januari 1951) was een Belgisch dichter en volksvertegenwoordiger.

## Levensloop
De ouders van Baccus waren kleine tuinbouwers. Hij behaalde het diploma van regent wiskunde aan de Normaalschool in Nijvel en werd leraar wiskunde, fysica en mechanica aan de Nijverheidsschool in Brussel. Hij was getrouwd en had een zoon.
Hij verwierf enige naam als dichter en liedjesschrijver en was tevens actief als acteur en regisseur in het theatergezelschap Union et Liberté in Huppaye. Hij droeg vanaf 1931 ook geregeld bij aan artikelen in Jean Prolo, het blad van de socialistische federatie van het arrondissement Nijvel, en was eveneens actief als journalist bij L'Actualité, het socialistische blad in Geldenaken.
In oktober 1932 werd Baccus voor de Belgische Werkliedenpartij verkozen tot gemeenteraadslid van Huppaye, waar de socialisten in 1938 een absolute meerderheid behaalden. Van 1947 tot aan zijn dood in 1951 was hij burgemeester van de gemeente.
In 1940 nam hij als onderluitenant deel aan de Achttiendaagse Veldtocht. Hij werd krijgsgevangen genomen tijdens de Slag om Boulogne en bleef in Duitsland opgesloten tot in 1945. Na de oorlog bleef hij als reservist ter beschikking van het Belgische leger, met de rang van kapitein-commandant.
Bij zijn terugkeer werd hij in 1946 verkozen tot socialistisch volksvertegenwoordiger voor het arrondissement Nijvel en werd de onbetwistbare leider van zijn partij in Waals-Brabant. Hij werd herkozen bij de wetgevende verkiezingen van 1949 en 1950 en bleef parlementslid tot aan zijn dood in 1951. In de Kamer was  Baccus lid van de commissies Landsverdediging, Onderwijs, Landbouw en Lokale Besturen. Hij zette zich tevens in voor de invoering van een wettelijk statuut voor dienstweigeraars en verzette zich tegen de terugkeer van koning Leopold III. Als militant van de Waalse Beweging werd hij in 1947 lid van het Permanent Comité van het Waals Nationaal Congres.
Baccus stierf aan de verwikkelingen van een chirurgische ingreep, een embolie werd hem fataal.
In september 2010 werd hij in Huppaye herdacht tijdens een plechtigheid en door een tentoonstelling in het gemeentehuis. Het centrale plein in Huppaye heet Place Gaston Baccus.

## Publicaties
- Sentiers et grand'routes, Gembloux, 1938
- Carnets d'un combattant sans armes, Gembloux, 1945
- Tenace argile, met een voorwoord door Camille Huysmans, 1951